# Microdymasius angustatus
Microdymasius angustatus là một loài bọ cánh cứng trong họ Cerambycidae.